# منعكس سيملفيس

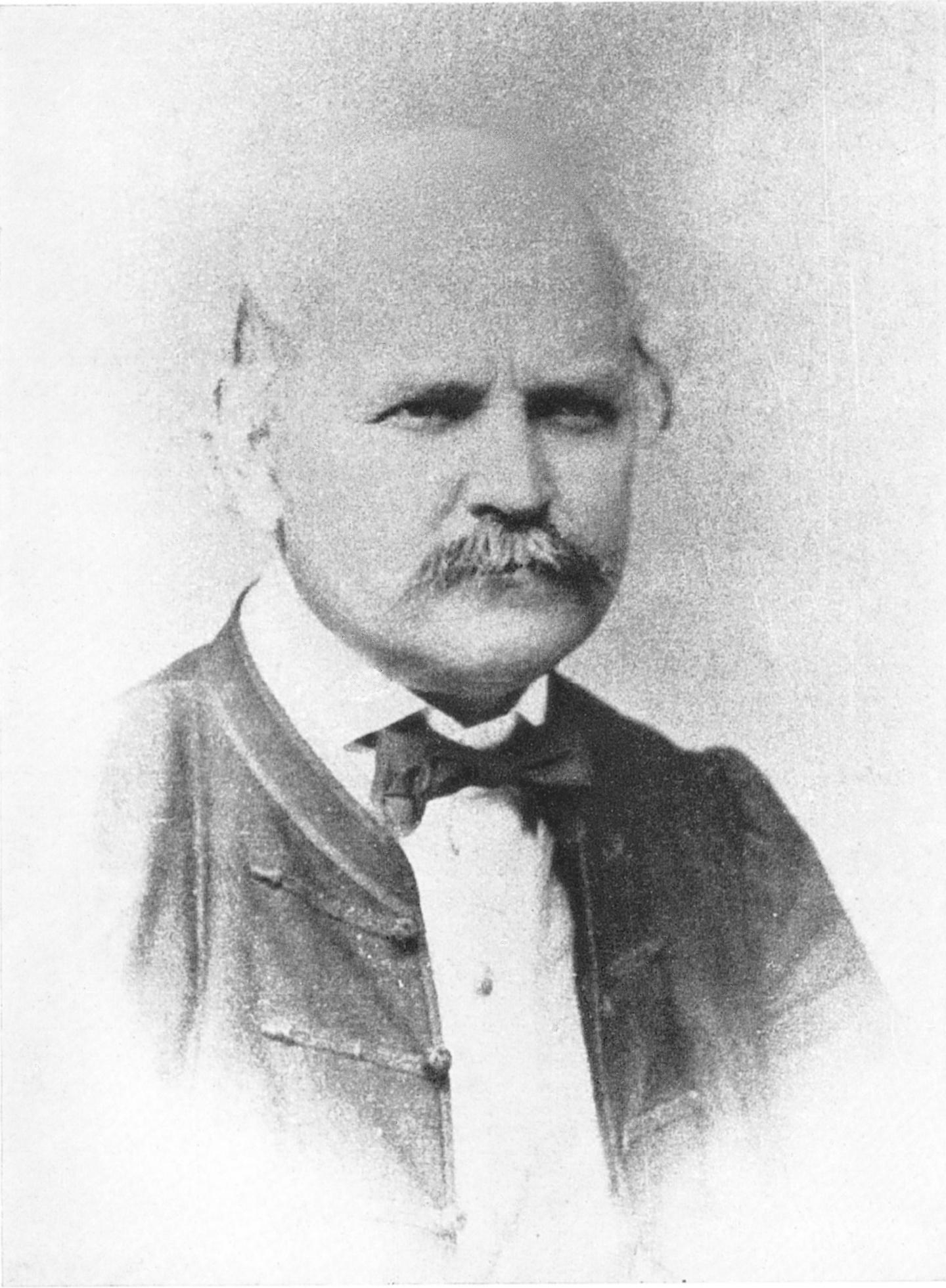

منعكس سيملفيس أو «تأثير سيملفيس» مجاز يستخدم للتعبير عن الميل الذي يشبه المنعكس لرفض برهان جديد أو معرفة جديدة لأنها تتعارض مع الأعراف، أو المعتقدات أو النماذج الفكرية الراسخة.
اشتق التعبير من قصة أجناتس سيملفيس الذي اكتشف أن معدل وفيات الأمهات المصابات بحمى النفاس قد تراجع عشرة أضعاف عندما غسل الأطباء أيديهم بمحلول الكلور بعد كل تعامل مع مريضة. ولكن توصياته بغسل اليدين حظيت بمعارضة معاصريه (انظر رد فعل المعاصرين على أجناتس سيملفيس).
فعلى الرغم من وجود حالة من عدم اليقين بخصوص الأصل والاستخدام المقبول عمومًا لهذا التعبير، فإن استخدام تعبير منعكس سيملفيس قد وثقه واستخدمه على الأقل المؤلف روبرت أنتون ويلسون. وفي كتابه بعنوان لعبة الحياة، قدم تيموثي ليري التعريف الجدلي التالي لمنعكس سيملفيس: "سلوك الغوغاء بين الرئيسيات وأسلاف الإنسان غير الناضجة على الكواكب غير المتطورة، والتي يعاقب فيها اكتشاف أي حقيقة علمية مهمة. وجد هذا التعبير طريقه إلى الدراسات الفلسفية والدينية بوصفها "شكوكًا واضحة من منظور هيوم بخصوص السببية".